# Kurov
Kurov (ungarisch Kuró) ist eine Gemeinde im Osten der Slowakei mit 727 Einwohnern (Stand 31. Dezember 2024). Sie gehört zum Okres Bardejov, einem Kreis des Prešovský kraj, und wird zur traditionellen Landschaft Šariš gezählt.

## Geographie
Die Gemeinde befindet sich im Nordwestteil der Niederen Beskiden im Tal des Baches Kurovec, am Übergang von den West- in die Ostkarpaten. Das Gelände im Gemeindegebiet ist zumeist hügellandartig, nahe dem Karpatenhauptkamm hat es den Charakter eines Berglands. Der grenzüberschreitende Sattel Kurovské sedlo verbindet Kurov mit dem polnischen Ort Tylicz. Das Ortszentrum liegt auf einer Höhe von 406 m n.m. und ist 12,5 Kilometer von Bardejov entfernt.
Nachbargemeinden sind Gaboltov im Norden, Sveržov im Osten, Tarnov im Süden, Gerlachov im Südwesten und Westen sowie Krynica-Zdrój (genauer Ort Muszynka) im Nordwesten.

## Geschichte
Kurov wurde zum ersten Mal 1330 (andere Quellen 1332) als Curo schriftlich erwähnt und war Teil des Herrschaftsgebiets der Burg Scharosch. 1427 sind in einem Steuerverzeichnis 30 Porta verzeichnet, somit war Kurov ein zu dieser Zeit relativ großes Dorf. Ende des 15. Jahrhunderts kam das Dorf in das Gut der Burg Makovica, 1490 kam es zu einer massiven Entvölkerung infolge eines polnischen Einfalls. Ende des 16. Jahrhunderts wurde Kurov durch walachische Kolonisierung besiedelt. Im 18. Jahrhundert erlangen die Geschlechter Aspremont und Desewffy Gutsbesitz, gefolgt vom Geschlecht Erdődy im 19. Jahrhundert. 1827 zählte man 92 Häuser und 704 Einwohner, die als Viehhalter und Kalkbrenner beschäftigt waren. 1828 brannte der ganze Ort mitsamt zwei Kirchen aus. Verschiedene Hungersnöte im 19. Jahrhundert verursachten mehrere Auswanderungswellen, unter anderem auch in die USA.
Bis 1918 gehörte der im Komitat Sáros liegende Ort zum Königreich Ungarn und kam danach zur Tschechoslowakei beziehungsweise heute Slowakei. Nach dem Zweiten Weltkrieg fand die Mehrheit der Bevölkerung Arbeitsstellen in umliegenden Städten oder auch im Ausland.

## Bevölkerung
| Jahr                | 1994 | 2004    | 2014    | 2024     |
| ------------------- | ---- | ------- | ------- | -------- |
| Anzahl der Personen | 552  | 559     | 612     | 727      |
| Unterschied         |      | +1,26 % | +9,48 % | +18,79 % |

| Jahr                | 2023 | 2024    |
| ------------------- | ---- | ------- |
| Anzahl der Personen | 729  | 727     |
| Unterschied         |      | −0,27 % |

Gemäß der Volkszählung 2011 wohnten in Kurov 590 Einwohner, davon 457 Slowaken, 107 Russinen, 11 Ukrainer und sechs Roma. Neun Einwohner machten keine Angabe zur Ethnie.
256 Einwohner bekannten sich zur orthodoxen Kirche, 254 Einwohner zur griechisch-katholischen Kirche, 37 Einwohner zur römisch-katholischen Kirche, 10 Einwohner zur Evangelischen Kirche A. B., sieben Einwohner zu den Zeugen Jehovas, zwei Einwohner zur reformierten Kirche und ein Einwohner zu den Brethren. Neun Einwohner waren konfessionslos und bei 14 Einwohnern wurde die Konfession nicht ermittelt.

## Bauwerke und Denkmäler
- römisch-katholische Simon-und-Judas-Kirche im klassizistischen Stil aus dem Jahr 1841
- griechisch-katholische Lukaskirche aus dem Jahr 1884